# Pływanie na Letnich Igrzyskach Olimpijskich 1948 – 100 m stylem grzbietowym kobiet
100 m stylem grzbietowym kobiet – jedna z konkurencji pływackich rozgrywanych podczas XIV Igrzysk Olimpijskich w Londynie. Eliminacje odbyły się 4 sierpnia, a półfinały i finał 5 sierpnia 1948 roku.
Faworytką była Dunka Karen Harup, która rok wcześniej została mistrzynią Europy. Harup już w eliminacjach pobiła rekord olimpijski, który poprawiała jeszcze w półfinałach i finale. W ostatnim wyścigu uzyskała czas 1:14,4 i o 1,6 s wyprzedziła Suzanne Zimmerman ze Stanów Zjednoczonych. Brąz, z czasem 1:16,7, zdobyła Australijka Judy-Joy Davies.

## Rekordy
Przed zawodami rekord świata i rekord olimpijski wyglądały następująco:
| Rekord            | Zawodniczka | Czas   | Miejsce   | Data             |       |
| ----------------- | ----------- | ------ | --------- | ---------------- | ----- |
| Rekord świata     | Cor Kint    | 1:10,9 | Rotterdam | 22 września 1939 | [ 1 ] |
| Rekord olimpijski | Nida Senff  | 1:16,6 | Berlin    | 11 sierpnia 1936 | [ 2 ] |

W trakcie zawodów ustanowiono następujące rekordy:
| Data       | Etap konkurencji | Zawodniczka | Czas   | Rekord |
| ---------- | ---------------- | ----------- | ------ | ------ |
| 4 sierpnia | eliminacje       | Karen Harup | 1:15,6 | OR     |
| 5 sierpnia | półfinał 1       | Karen Harup | 1:15,5 | OR     |
| 5 sierpnia | finał            | Karen Harup | 1:14,4 | OR     |

## Wyniki

### Eliminacje
Do półfinałów zakwalifikowały się trzy najlepsze pływaczki z każdego wyścigu oraz pozostałe cztery zawodniczki z najlepszymi czasami.

#### Wyścig eliminacyjny 1
| Miejsce | Zawodniczka         | Państwo       | Czas   | Uwagi |
| ------- | ------------------- | ------------- | ------ | ----- |
| 1.      | Ria van der Horst   | Holandia      | 1:18,7 | Q     |
| 2.      | Ngaire Lane         | Nowa Zelandia | 1:18,8 | Q     |
| 3.      | Monique Berlioux    | Francja       | 1:18,8 | Q     |
| 4.      | Ingegerd Fredin     | Szwecja       | 1:21,2 | q     |
| 5.      | Kolbrún Ólafsdóttir | Islandia      | 1:25,6 |       |

#### Wyścig eliminacyjny 2
| Miejsce | Zawodniczka                  | Państwo           | Czas   | Uwagi |
| ------- | ---------------------------- | ----------------- | ------ | ----- |
| 1.      | Karen Harup                  | Dania             | 1:15,6 | Q,    |
| 2.      | Suzanne Zimmerman            | Stany Zjednoczone | 1:16,8 | Q     |
| 3.      | Helen Yate                   | Wielka Brytania   | 1:18,3 | Q     |
| 4.      | Beryl Marshall               | Argentyna         | 1:20,9 | q     |
| 5.      | Doris Gontersweiler-Vetterli | Szwajcaria        | 1:26,2 |       |
| 6.      | Joyce Court                  | Kanada            | 1:26,8 |       |

#### Wyścig eliminacyjny 3
| Miejsce | Zawodniczka       | Państwo           | Czas   | Uwagi |
| ------- | ----------------- | ----------------- | ------ | ----- |
| 1.      | Judy-Joy Davies   | Australia         | 1:16,4 | Q     |
| 2.      | Ilona Novák       | Węgry             | 1:17,3 | Q     |
| 3.      | Barbara Jensen    | Stany Zjednoczone | 1:18,8 | Q     |
| 4.      | Dicky van Ekris   | Holandia          | 1:19,3 | q     |
| 5.      | Vera Ellery       | Wielka Brytania   | 1:20,9 | q     |
| 6.      | Liliana Gonzalias | Argentyna         | 1:26,9 |       |

#### Wyścig eliminacyjny 4
| Miejsce | Zawodniczka          | Państwo           | Czas   | Uwagi |
| ------- | -------------------- | ----------------- | ------ | ----- |
| 1.      | Greetje Gaillard     | Holandia          | 1:18,2 | Q     |
| 2.      | Muriel Mellon        | Stany Zjednoczone | 1:18,7 | Q     |
| 3.      | Catherine Gibson     | Wielka Brytania   | 1:19,7 | Q     |
| 4.      | Magda Bruggemann     | Meksyk            | 1:21,4 |       |
| 5.      | Bea Ballintijn       | Norwegia          | 1:22,1 |       |
| 6.      | Edith de Oliveira    | Brazylia          | 1:22,5 |       |
| 7.      | Ginette Jany-Sendral | Francja           | 1:22,7 |       |

### Półfinały
Do finału zakwalifikowały się trzy najlepsze pływaczki z każdego wyścigu oraz pozostałe dwie zawodniczki z najlepszymi czasami.

#### Półfinał 1
| Miejsce | Zawodniczka      | Państwo           | Czas   | Uwagi |
| ------- | ---------------- | ----------------- | ------ | ----- |
| 1.      | Karen Harup      | Dania             | 1:15,5 | Q,    |
| 2.      | Ilona Novák      | Węgry             | 1:17,6 | Q     |
| 3.      | Muriel Mellon    | Stany Zjednoczone | 1:18,2 | Q     |
| 4.      | Dicky van Ekris  | Holandia          | 1:18,2 | q     |
| 5.      | Greetje Gaillard | Holandia          | 1:18,4 | q     |
| 6.      | Catherine Gibson | Wielka Brytania   | 1:18,6 |       |
| 7.      | Ngaire Lane      | Nowa Zelandia     | 1:19,0 |       |
| 8.      | Beryl Marshall   | Argentyna         | 1:20,7 |       |

#### Półfinał 2
| Miejsce | Zawodniczka       | Państwo           | Czas     | Uwagi |
| ------- | ----------------- | ----------------- | -------- | ----- |
| 1.      | Suzanne Zimmerman | Stany Zjednoczone | 1:16,8   | Q     |
| 2.      | Judy-Joy Davies   | Australia         | 1:17,8   | Q     |
| 3.      | Ria van der Horst | Holandia          | 1:18,2   | Q     |
| 4.      | Helen Yate        | Wielka Brytania   | 1:18,6   |       |
| 5.      | Barbara Jensen    | Stany Zjednoczone | 1:19,1   |       |
| 6.      | Monique Berlioux  | Francja           | 1:20,2   |       |
| 7.      | Vera Ellery       | Wielka Brytania   | 1:20,8   |       |
| 8. !    | Ingegerd Fredin   | Szwecja           | 9:99,9 ! | DNS   |

### Finał
| Miejsce | Zawodniczka       | Państwo           | Czas   | Uwagi |
| ------- | ----------------- | ----------------- | ------ | ----- |
| 1. !    | Karen Harup       | Dania             | 1:14,4 | OR    |
| 2. !    | Suzanne Zimmerman | Stany Zjednoczone | 1:16,0 |       |
| 3. !    | Judy-Joy Davies   | Australia         | 1:16,7 |       |
| 4.      | Ilona Novák       | Węgry             | 1:18,4 |       |
| 5.      | Ria van der Horst | Holandia          | 1:18,8 |       |
| 6.      | Dicky van Ekris   | Holandia          | 1:18,9 |       |
| 7.      | Muriel Mellon     | Stany Zjednoczone | 1:19,0 |       |
| 8.      | Greetje Gaillard  | Holandia          | 1:19,1 |       |